# واندا يونغ
واندا يونغ (9 أغسطس 1943 - 15 ديسمبر 2021)، هي مغنية أمريكية، ولدت في إنكستر وتوفيت في غاردن سيتي (ميشيغان).

## وصلات خارجية
- واندا يونغ على موقع IMDb (الإنجليزية)
- واندا يونغ على موقع ميوزك برينز (الإنجليزية)
- واندا يونغ على موقع ديسكوغز (الإنجليزية)